# スカスカおせち事件

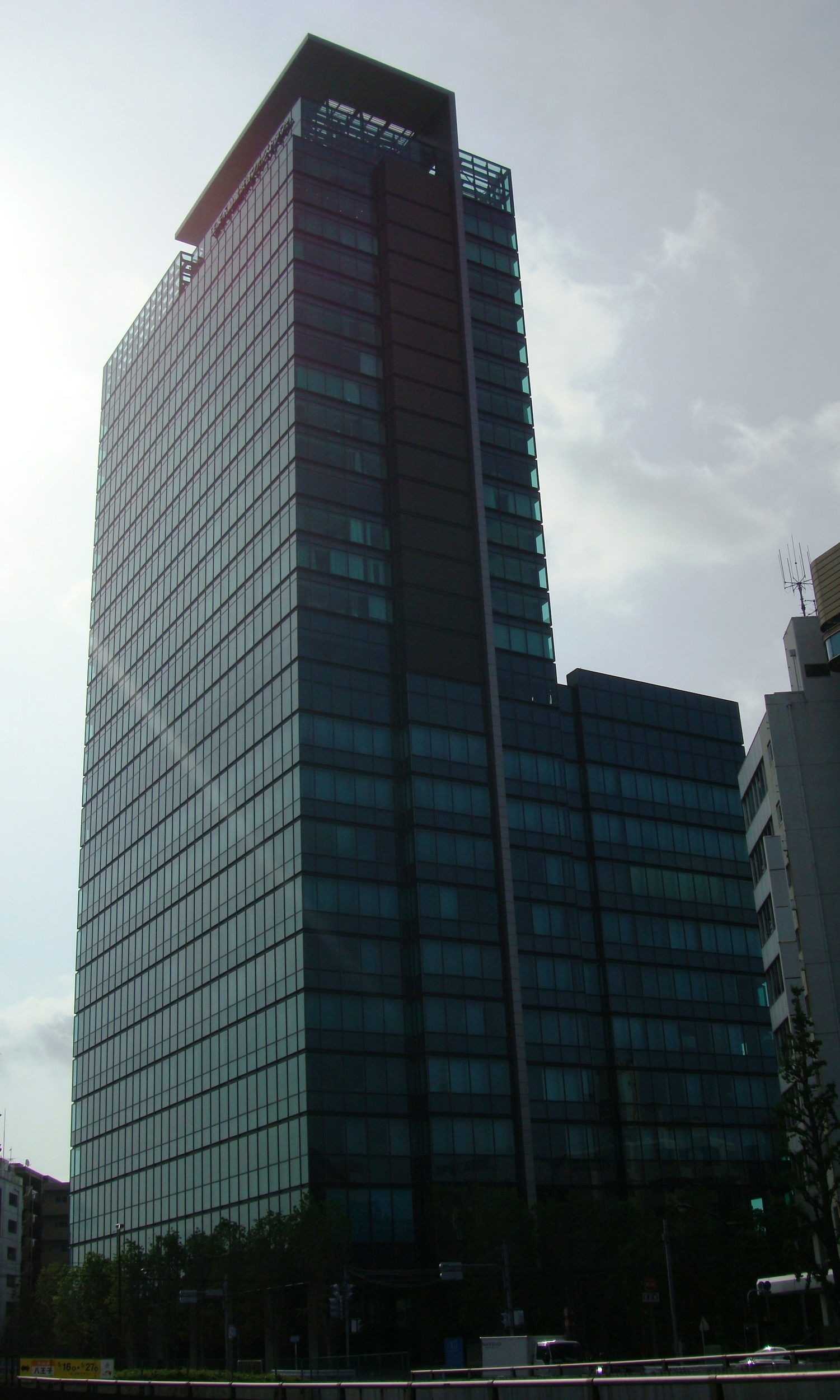
住友不動産渋谷ファーストタワー。グルーポン・ジャパン本社が入居していた。

スカスカおせち事件（スカスカおせちじけん）は、2010年（平成22年）の年末、神奈川県横浜市の飲食店であるバードカフェが製作し、インターネットの共同購入サイト・グルーポンを通して販売したおせち料理が、広告表示と大きく異なるとして、苦情が相次いだ事件である。

## 経緯

### グルーポンの日本進出

グルーポンのロゴ

グルーポンは、2008年11月にアメリカの起業家であるアンドリュー・メイソンによって設立された、クーポンの共同購入サービスである。各地域ごとに1日1件発行されるクーポンを期間内に共同購入し、一定の枚数に達すれば取引が成立するというグルーポンのシステムは、ソーシャル・ネットワーキング・サービス (SNS) が消費者の購買行動に影響を与えはじめた時節という背景もあり、大きな商業的成功を収めた。同社は創業の翌年には黒字化、2010年6月には企業評価額は13億5000万ドルにまで達した。「フラッシュマーケティング」と称されるグルーポンのビジネスモデルは、日本でも多くの事業者が模倣するところとなった。同年4月に設立された「piku」がその嚆矢であり、7月までにリクルートの「pomparade」など、10社あまりが参入ないし参入を表明するようになった。
グルーポンは、世界各地のこうした「クローン企業」を買収することにより、海外に進出していった。たとえば、2010年1月にドイツで設立され、ヨーロッパ一帯の16カ国でサービスを展開していたCityDealは、同年5月に買収された。さらに、8月にはロシアのDarberryおよび、日本のQpodが買収された。Qpodは日本のモバイル広告事業者であるパクレゼルヴが同年6月に設立したサービスであったが、同年中にサイトデザインおよび商号が変更され、10月よりグルーポンの日本法人である「グルーポン・ジャパン」として当時のミクシィ社屋内で再始動することとなった。同月にはすでにクーポン売上が10億円を突破するようになり、12月にはサービスの全国展開がはじまった。

### 事件の状況
グルーポン・ジャパンは、2010年の11月25日から27日にかけ、横浜市内のレストランであるバードカフェが提供する「横浜の人気レストラン　厳選食材を使ったおせち　33品（4人分）12月31日着」というクーポンを、通常価格2万1000円であるところ、半額の1万500円で販売した。広告文においてこの商品は、7寸四方3段重ねの重箱に詰められた、才巻き海老の白ワイン蒸し・キャビア・フランス産シャラン鴨のローストなど「ワイン・シャンパンに合う」33品からなる、「伝統を重んじながら、新しいスタイルに挑戦する料理長の厳選した食材を、三段のお重に贅沢に余すところなく盛り込んだ究極のおせち」であると宣伝された。この広告を通して、500人がこのクーポンを購入した。一方で、バードカフェにはそれまでおせちを扱った経験がなかった。日本法人社長の瀬戸恵介は、一度はこのオファーを断ったものの、「『それでもどうしてもやらせてくれ』と言われたので、OKを出してしまったんです」と、店舗側の熱意に負けておせち料理の取り扱いを許したことを述懐している。
しかし、商品配送予定日であった12月31日となっても、200人程度に商品が届かず、届いたおせちも商品内容が掲載されていた写真とはあまりにもかけ離れたものだった。このおせちの写真は同日中に、掲示板サイトである2ちゃんねるに投稿され、TwitterなどのSNSにおいても苦情が広く拡散された。朝日新聞の報道によれば、グルーポンや製造した飲食店には「広告より量が少ない」「料理がいたんでいる」といった苦情が相次いでおり、読売新聞によれば、購入者の一人は「届いたおせちは見本の写真と全く違う、内容がスカスカのものだった」と憤ったという。また、バードカフェでおせち料理の製作に関わったアルバイト従業員が、SNS上に当時の写真をアップロードしていたことも明らかになり、ネット炎上に油を注いだ。

### 企業の対応と事件の調査
| 表示内容                       | 実際の食材             |
| ------------------------------ | ---------------------- |
| 才巻きエビの白ワイン蒸し       | バナメイエビの冷製     |
| キャビア                       | ランプフィッシュの卵   |
| ニシンの昆布巻き               | ワカサギの昆布巻き     |
| 焼きハマグリ                   | （なし）               |
| クワイのバルサミコ風味         | たたきゴボウ           |
| フランス産シャラン鴨のロースト | 国産合鴨のロースト     |
| 鹿児島産黒豚の京みそ漬け       | 米国産黒豚の京みそ漬け |
| 生ハムとカマンベールチーズ     | 生ハムとクリームチーズ |

グルーポン・ジャパンには100件以上の苦情が寄せられ、1月1日にはウェブサイト上に全額返金を表明する謝罪文を出した。さらに、17日にはグルーポン本社CEOであるアンドリュー・メイソンも謝罪動画を公開し、会社の事前審査の厳格化や、クーポン発行枚数の上限設定といった対応策を講じることを示した。また、日本法人社長の瀬戸は『日経MJ』紙面において、「消費者の方には大変な迷惑をかけてしまった。ただ売れればいいという考えを捨て、企業として文化を形成するという責任を持って、今後の市場形成に努めていく」と謝罪の言葉を寄せた。
バードカフェの運営母体である外食文化研究所は、1月2日、自社ウェブサイト上に「500セットの調理と詰め込みに時間がかかった。キャンセルの依頼をすべきところを、無理に行ったことがこのような事態を招いた」という内容の謝罪文を掲載し、同社代表取締役の水口憲治は、同謝罪文において1月1日付での辞任を発表するとともに、返金対応の方針を示した。水口によれば、購入者への返金などにより3000万円の費用が必要となり、バードカフェは閉店を余儀なくされたという。
市民からの「商品がいたんでいた」との苦情を受け、1月4日から6日にかけ、横浜市保健所の職員は外食文化研究所調理場の衛生状態や作業手順などを確認したが、問題はなかったと結論づけた。2月10日、グルーポン・ジャパンは外食文化研究所からの報告に基づき、キャビアとしてランプフィッシュの卵を使う、ニシンの昆布巻きにワカサギを使うなど、8品について商品表示の虚偽があったこと、バードカフェがおせち料理を販売するのははじめてであり、「通常価格」は存在しなかったことなどを公表する謝罪文を出した。消費者庁は22日、外食文化研究所に対して景品表示法違反（優良誤認など）で再発防止などを命じた。また、グルーポン・ジャパンに対しては、「販売の場を貸しただけ」であるとして処分の対象とはしなかったが、商品掲載にあたっては販売実績などをきちんと確認するよう要請した。3月4日、グルーポン・ジャパンは「グルーポン・プロミス」と銘する声明を発表し、苦情があった場合、申告状況を確認したうえで原則全額返金対応をおこなうこと、クーポン掲載時の利用条件や混雑時の余力などのヒアリングを強化することなどの方針を示した。

## その後

### 業界の対応
2014年、グルーポン・ジャパンは管理・配送体制を見直しながらもおせちの販売を再開した。これにあたっての記者会見で、同社代表取締役の根本啓は、営業成績を売上だけでなく顧客満足度を含めた評価体制で管理していること、商品の審査プロセスについて、その規準を30から200に増やしたことなどといった改善点を説明した。根本は同会見において、「今回おせち料理の一般販売を再開できたのは、お届けする商品の質、流通体制が整い、満足していただけるものを提供できる、という状態が整ったから」と述べた。
2011年1月までに、日本国内のクーポン共同購入サービスは190サイトにまで増加していたが、スカスカおせち事件の影響もあり、これらのサービス推定総売上高は前月比29％減の17億円となった。同市場の国内月間売上高が前月のそれを下回ることは、はじめてのことであった。また、グルーポンの国内業績は伸び悩み、3月には競合他社であるポンパレに売上を追い抜かれることとなった。さらに、同月の東日本大震災の影響もあり、飲食店が宣伝費をおさえはじめたことも同市場に悪影響をあたえた。クーポン共同購入サイトからは消費者離れが進み、カカクコムの「食べログチケット」や、DMM.comの「DMMクーポン」などがサービス終了した。2012年9月4日には国内業界3位のShareeが楽天傘下になるなど、業界再編の動きが進んだ。
また、業界全体が下火になったことは、新たなビジネスモデルがうまれる契機となった。グルーポンは、店舗に負担をかける最低購入枚数制度を撤廃することとなった。また、コンサルタントの小宮紳一は2019年の記事において、「スカスカおせち事件」をはじめとする多くのトラブルにより共同購入型クーポンが消費者の不審をまねいたこと、こうしたクーポンが店舗側に強い負担を与えることを理由として、この種のサービスは日本に定着することはできなかったと総括した。一方で、業態を変更したグルーポンを筆頭として、一般的なクーポンサイトはある程度定着していると論じている。しかし、世界的に業績が低迷していたグルーポンはヨーロッパや東アジアの多くの国から撤退することとなり、2020年9月28日をもって日本におけるクーポン販売を終了した。また、2021年12月14日にはグルーポン・ジャパンの清算結了登記がおこなわれた。

### 評価・反応
コンサルタントの藤元健太郎は『日経MJ』のコラムにおいて、同事件は消費者に、これまで売り手が提示してきた「価格」や「お得」というものの根拠や妥当性についての疑念を生じさせるものであったこと、企業に対してSNSが有する力が増しており、事業者はこうしたサービスも用いながら、顧客に対して「お得の理由」を説明するコミュニケーションをとることが大切なのではないかとの見解を述べた。2011年2月に開催されたガレージキット頒布イベントである、ワンダーフェスティバルにおいては「スカスカおせち」のフィギュアが2000円で販売され、20分で完売した。2011年、山本一郎と中川淳一郎が阿佐ヶ谷ロフトAにおいて開催した、その年のインターネットでおこった事件を取り上げるトークショーにおいては、「スカスカおせち事件」が取り上げられ、「ツイッターが爆発的に普及したことにより、誰もがネットで発信する素地は完成した」と総括された。
外食文化研究所の元社長である水口は、2015年にフジテレビ系列の『全力!脱力タイムズ』に出演し、現在は再起し、飲食店13店舗の経営に携わっていることを明かした。彼は「おせちとは何か」という番組の質問に対し、「スカスカにしてはいけないもの」であると答えている。また、グルーポン・ジャパン社長をつとめた瀬戸恵介も、2016年に講談社の『FORZA STYLE』において当時のことを述懐し、「まさかそんなスカスカなおせち料理を届ける飲食店があるとは思ってもみなかった」、「今となっては本当に笑っていただきたいような話です」、「あの事件がなければ、さらに成長できたサービスだったのになと思います」と述べている。

### 関連する事件
2023年12月に髙島屋がオンライン販売したクリスマスケーキが崩れているという苦情が相次いだ事件が報じられた際、SNSでは本事件を想起したという投稿が相次いだことも報じられた。『毎日新聞』は、2024年12月、通信販売大手のベルーナが、年末に到着予定だったおせち料理のうち約1万5000件を配送できなくなったと発表した事件を報道するにあたって、過去のトラブルの一例として「スカスカおせち事件」を取り上げた。